# بخش جلگاون
بخش جلگاون (به انگلیسی: Jalgaon district) یک منطقهٔ مسکونی در هند است که در Nashik division واقع شده‌است. بخش جلگاون ۱۱٬۷۶۵ کیلومتر مربع مساحت و ۴٬۲۲۹٬۹۱۷ نفر جمعیت دارد.